# Cladomyza acrosclera
Cladomyza acrosclera är en tvåhjärtbladig växtart som beskrevs av Danser. Cladomyza acrosclera ingår i släktet Cladomyza och familjen Amphorogynaceae. Inga underarter finns listade i Catalogue of Life.